# Grathem

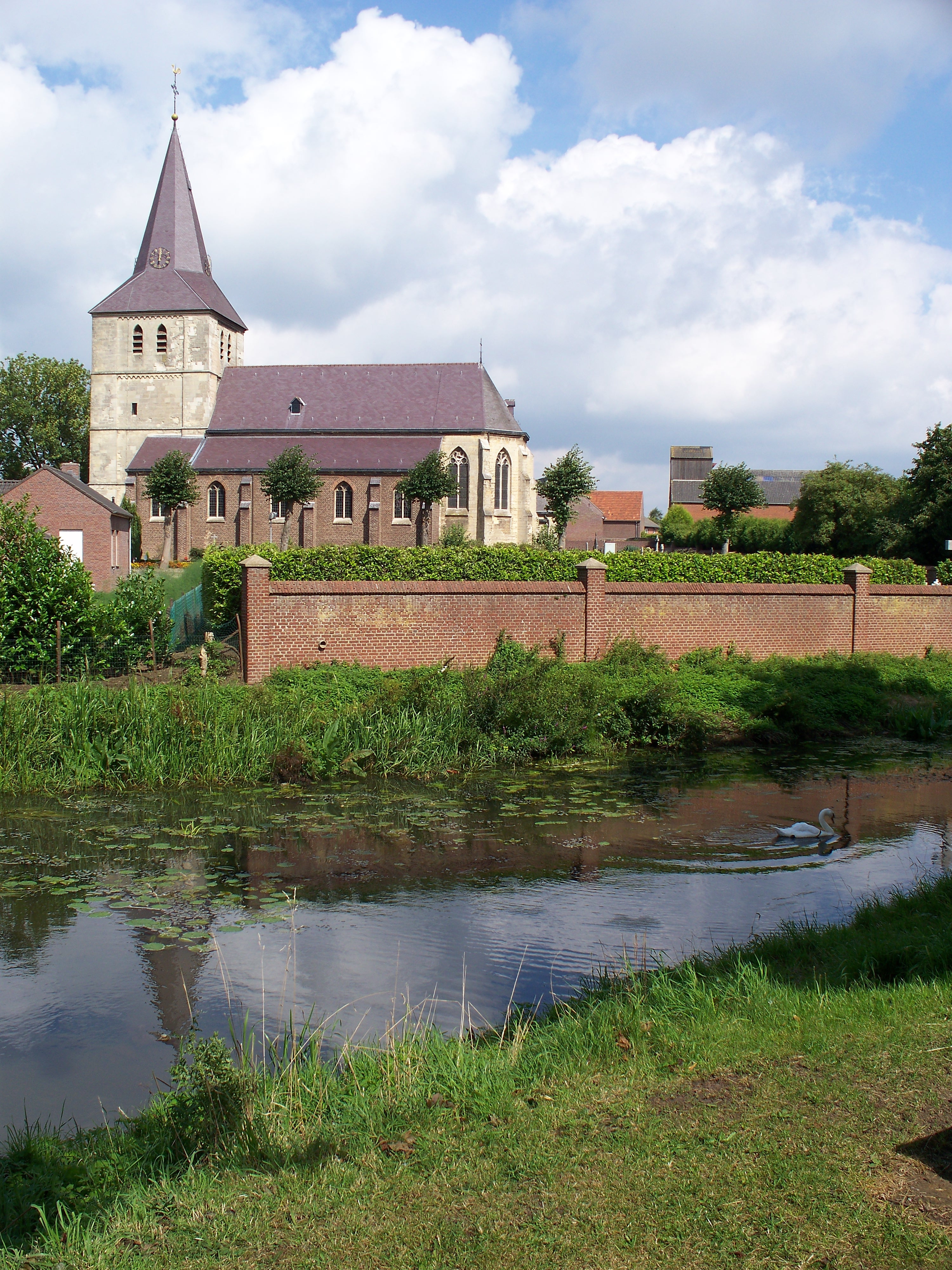
La chiesa di San Severino

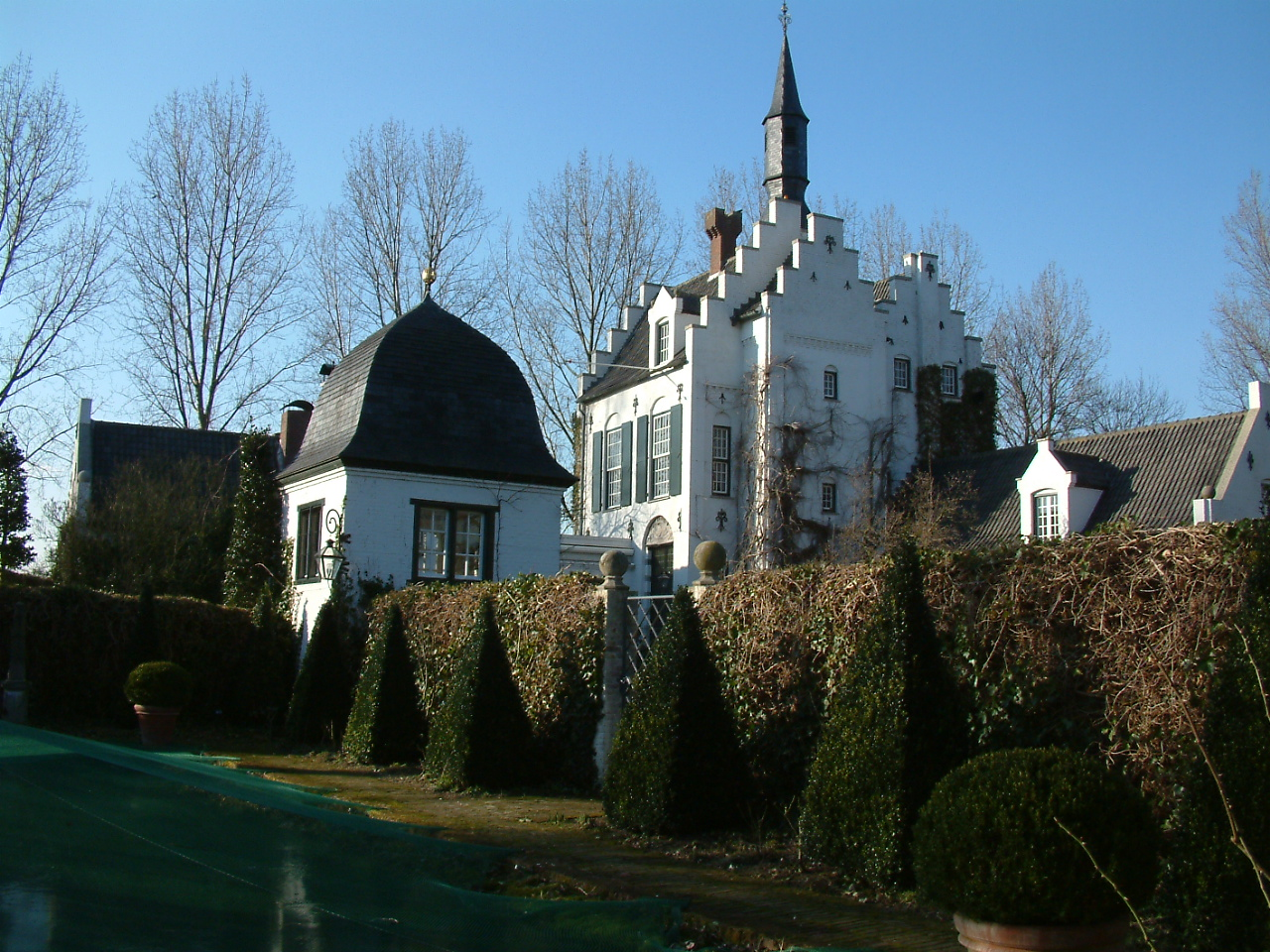
Grathem: il castello Groot Buggenum

Grathem è un villaggio (dorp) di circa 1600-1700 abitanti del sud-est dei Paesi Bassi, facente parte della provincia del Limburgo (Limburg) e situato lungo il corso del canale Wessem-Nederweert (emissario del fiume Mosa), nella regione di Midden-Limburg. Dal punto di vista amministrativo, si tratta di un ex-comune, dal 1991 accorpato alla municipalità di Heythuysen, comune a sua volta inglobato nel 2007 nella nuova municipalità di Leudal.

## Geografia fisica
Grathem si trova nella parte centro-occidentale della provincia del Limburgo, al confine con la provinicia del Brabante Settentrionale, a ovest del corso del fiume Mosa e a sud-est di Weert. Poco ad est del centro abitato, si trova il lago De Lange Vlieter.

## Storia

### Dalle origini ai giorni nostri
Grathem fece parte per molti secoli al Land van Thorn (che comprendeva anche l'attuale città di Thorn), territorio che nel 1795 fu annesso alla Repubblica Francese.
Nel 1818, il comune di Grathem incorporò le località di Kelpen e Olert e parte di Katert.

### Simboli
Nello stemma di Grathem è raffigurato un vescovo. Questo stemma deriva dallo stemma di San Severino e dallo stemma di Brederode.

## Monumenti e luoghi d'interesse
Grathem vanta 8 edifici classificati come rijksmonumenten e 12 edifici classificati come gemeentelijke monumenten.

### Architetture religiose

#### Chiesa di San Severino
Principale edificio religioso di Grathem è la chiesa di San Severino (St. Severinuskerk), situata al nella Kerkplein e costruita nel XVI secolo su progetto J. Franssen, ma che presenta un campanile eretto probabilmente nel XII o XIII secolo.

### Architetture civili

#### Castello ten Hove
Altro edificio d'interesse è il castello ten Hove (Kasteel ten Hove), noto anche come Huis ten Hove,  o come Puytlinckshof o Bormanshuis, realizzato nella forma attuale nella prima metà del XVII secolo, ma le cui origini risalgono al XV secolo.  Il suo primo proprietario fu il cavaliere Guert van den Bongert, mentre nel corso del XIX secolo fu di proprietà della famiglia Bonham de Ryckolt.

#### Castello Groot Buggenum
Altro castello di Grathem è il castello Groot Buggenum (Kasteel Groot Buggenum) o castello Oud Buggenum (Kasteel Oud Buggenum), realizzato nella forma attuale nel 1889 sulle fondamenta di una fortezza del XIV secolo.
Il castello è circondato da giardini progettati nel 1971 da Roland Weber.

#### Mulino di Grathem
Altro edificio d'interesse è il mulino di Grathem (Grathemermolen), un mulino ad acqua risalente al 1874.

## Società

### Evoluzione demografica
Al censimento del 2020, Grathem contava una popolazione pari a 1 665 abitanti, in maggioranza (51,4%) di sesso maschile.
La popolazione al di sotto dei 16 anni era pari a 220 unità, mentre la popolazione dai 65 anni in su era pari a 385 unità.
La località ha conosciuto un incremento demografico rispetto al 2019, quando Grathem contava 1 650 abitanti. Il dato era però in calo rispetto al 2018, quando Grathem contava 1 690 abitanti.

## Geografia antropica

### Suddivisioni amministrative
Buurtschappen
- Geneijgen
- Heiakker